# Mirra Moissejewna Guchman
Mirra Moissejewna Guchman (russisch Мирра Моисеевна Гухман; * 23. Februarjul. / 7. März 1904greg. in Baku; † 5. April 1989 in Moskau) war eine sowjetische Linguistin, Germanistin und Hochschullehrerin.

## Leben
Guchmans Vater Moissei Arkadjewitsch Guchman (* 1868 in Masyr) war nach Studium an der Kaiserlichen Universität Dorpat und in Heidelberg Arzt. Er wurde nach der Oktoberrevolution Delegierter der Fraktion der nationalen Minderheiten im Parlament der Demokratischen Republik Aserbaidschan und war befreundet mit dem deutschen Konsul. Guchmans Mutter Jelena Iwanowna Gefter hatte Pädagogik in Leipzig studiert.
Guchman sprach bis zum Alter von zwölf Jahren nur deutsch. Nach dem Gymnasiumsbesuch begann sie 1920 das Studium an der historisch-philologischen Fakultät der Aserbaidschanischen Staatlichen Universität. Dort lehrten Wjatscheslaw Iwanowitsch Iwanow, Boris Wiktorowitsch Tomaschewski, Panteleimon Krestowitsch Schuse, Nikolai Jakowlewitsch Marr, Wassili Wladimirowitsch Bartold und Mehmet Fuat Köprülü. Sie war besonders aktiv in Iwanows Seminar zusammen mit Moissei Semjonowitsch Altman, Zesar Samoilowitsch Wolpe, Jelena Alexandrowna Millior und Wiktor Andronikowitsch Manuilow. Maximilian Alexandrowitsch Woloschin schlug ihr vor, zum Studium der antiken Kunst nach Italien zu reisen, aber ihr Vater gab ihr nicht die Erlaubnis. 1925 schloss sie das Studium mit einem Diplom I. Klasse ab.
Nach dem Studium arbeitete Guchman in Leningrad im Institut für Sprache und Denken (IJaM) der Akademie der Wissenschaften der UdSSR (AN-SSSR, seit 1991 Russische Akademie der Wissenschaften (RAN)). Trotz der damals vorherrschenden Neuen Lehre von der Sprache beschäftigte sie sich mit vergleichender Sprachwissenschaft. Bei Wiktor Maximowitsch Schirmunski fertigte sie ihre Kandidat-Dissertation über die gotische Sprache und das Problem der Archaismen in der gotischen Syntax an, die sie 1936 verteidigte. Darauf lehrte Guchman am Moskauer Staatlichen Pädagogik-Institut für Fremdsprachen (MGPIIJa), wo sie 1940 zur Professorin ernannt wurde.
Nach der Rückkehr aus der Evakuierung während des Deutsch-Sowjetischen Kriegs arbeitete Guchman von 1944 bis 1959 in Moskau im Militärinstitut für Fremdsprachen. Ab 1950 gehörte sie zum Sektor für Germanische Sprachen des neuen Instituts für Sprachwissenschaft (IJa) der AN-SSSR. Nach Stalins Artikel über Marxismus und die Probleme der Linguistik 1950 in der Prawda wurde Guchman als Anhängerin der  Neuen Lehre von der Sprache kritisiert. Darauf zog sie 1952 ihre Doktor-Dissertation zurück. Sie studierte nun Literatursprachen und veröffentlichte 1955 und 1959 die beiden Bände ihres Werks über die Entwicklung der deutschen Volkssprache zur Literatursprache und zum Standarddeutsch, die später ins Deutsche übersetzt wurden.
1955 verteidigte Guchman erfolgreich die zweite Version ihrer Doktorarbeit über Entwicklungen in den altgermanischen Sprachen und die Entstehung der Passiv-Form. Diese Arbeit wurde 1964 in einer überarbeiteten Version veröffentlicht. 1958 gab sie ihr bekanntes Lehrbuch der gotischen Sprache heraus. Sie war verantwortliche Redakteurin des ersten Bandes (1962) und des dritten Bandes (1963) der vierbändigen vergleichenden Grammatik der germanischen Sprachen sowie aller drei Bände der historisch-typologischen Morphologie der germanischen Sprachen (1977–1978), zu der sie selbst wichtige Beiträge lieferte. 1976 wurde sie in den Wissenschaftlichen Rat des Instituts für Deutsche Sprache in Mannheim gewählt. Ende der 1970er Jahre wurde auf ihre Initiative im IJa die Problemkommission für Theorie und Geschichte der Literatursprachen gegründet, die dann unter ihrer Leitung eine Reihe von Sammelbänden herausgab. 1980 erhielt sie den Jacob-und-Wilhelm-Grimm-Preis der DDR für das Jahr 1979. 1983 erhielt sie den Konrad-Duden-Preis.
Ein Vetter Guchmans war der Physiker Alexander Adolfowitsch Guchman.
Guchman wurde auf dem Donskoi-Friedhof begraben.